# Cry Baby Cry (The Beatles)
Cry Baby Cry è una canzone dei Beatles contenuta nell'album The Beatles (meglio noto come White Album o Album Bianco).

## Il brano

### Origine e storia
Scritta da John Lennon in India durante il corso di meditazione del Maharishi Mahesh Yogi, Cry Baby Cry rappresenta per certi versi un caso limite. John avrebbe voluto disconoscerla definendola "spazzatura", ma in realtà il brano è molto valido e uno dei migliori scritti dall'autore. Il titolo è preso da uno slogan pubblicitario televisivo «Cry baby cry, make your mother buy» (piangi bambino piangi, così la mamma compra) ma la canzone si evolse ben presto in qualcosa di somigliante alla filastrocca per bambini Sing a Song of Sixpence, dalla quale mutua l'intera strofa «The queen was in the parlour»; nella stessa compaiono anche «Four and twenty blackbirds» e Blackbird è, curiosamente, un altro brano presente sullo stesso disco. Su questa filastrocca per bambini Agatha Christie modellò i delitti per il suo A Pocketful of Rye (Polvere negli occhi nella traduzione italiana)

### Significato

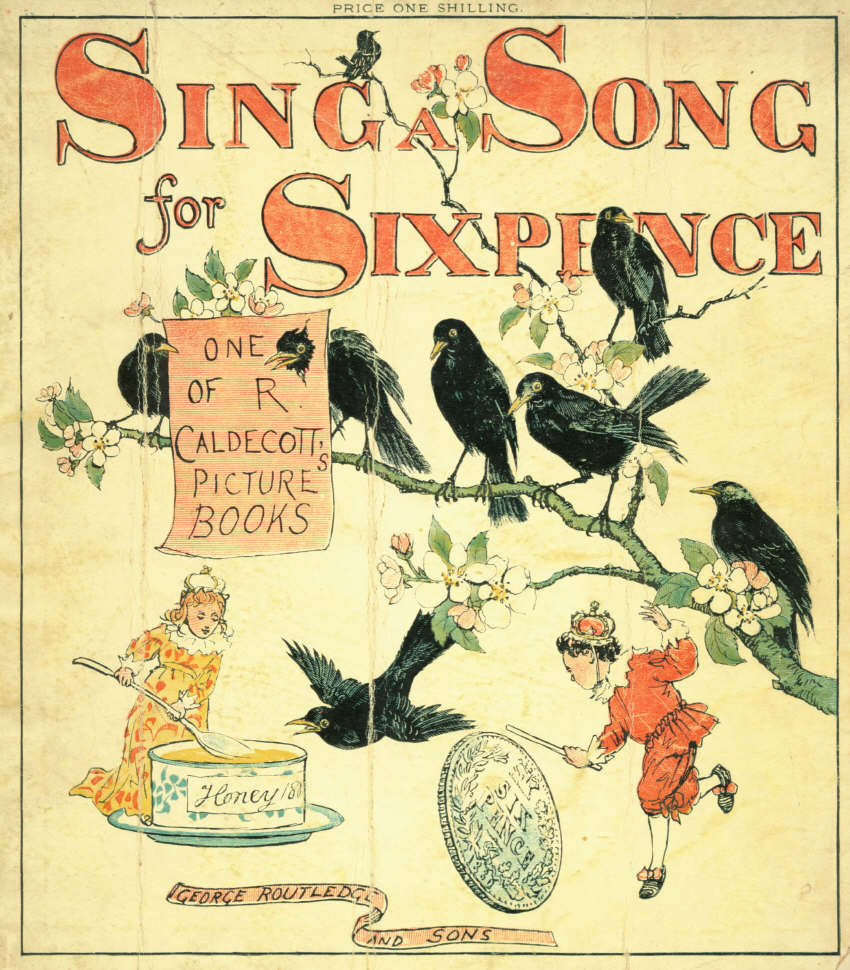
Illustrazione tratta da Sing a Song for Sixpence, filastrocca a cui si ispira la trama musicale di Cry Baby Cry

La canzone è avvolta in un'atmosfera fiabesca, ispirata ancora una volta allo stile di Lewis Carroll, disseminata di nonsense, come l'inserimento a sorpresa dell'ape e dell'uccello, riferimento secondo un modo di dire anglosassone ai primi rudimenti di educazione sessuale.
La canzone include anche alcune creazioni dello stesso Lennon, come la duchessa di Kirkcaldy e il re di Marigold – Kirkcaldy è nel Fife, in Scozia, e i Beatles vi si esibirono, per la precisione al Carlton Theatre, il 6 ottobre del 1963.
Tutto il brano trasuda una straniante atmosfera da brivido, in parte per le ambiguità del suo testo, in parte per il minacciosamente ricorrente si bemolle blues, che non appartiene né al sol maggiore del ritornello né alla sua relativa minore. Nel suo saggio sulle canzoni del gruppo, Ian MacDonald scrive che, fra tutti i Beatles, Lennon era quello che aveva il contatto più immediato con l'infanzia e che la canzone, «con la sua ingannevole solarità e le sue misteriose risate dietro porte socchiuse, è uno dei frutti più evocativi di quel canale creativo».

### Can you take me back?
Al termine della canzone è inserito l'accenno di un motivo incompiuto di Paul McCartney realizzato durante una session del White Album e non incluso nella lista dei brani sulla copertina, basato su varianti di un solo verso: «Can you take me back where I came from / Can you take me back? / Can you take me back where I came from / Brother can you take me back?» ("Puoi riportarmi da dove sono venuto / Puoi riportarmi indietro? / Puoi riportarmi da dove sono venuto / Fratello puoi riportarmi indietro?").

## Cover
- Ramsey Lewis registrò una versione strumentale della canzone nel suo album del 1968 Mother Nature's Son.
- I Fools Garden hanno reinterpretato il brano nel loro primo album Once in a Blue Moon nel 1993.
- Samiam reinterpretò la canzone sul suo disco del 1997, You Are Freaking Me Out.
- Tom Freund ha registrato una versione del brano sul suo album del 1998 North American Long Weekend.
- Esecuzioni live del brano da parte dei Phish sono disponibili sul box CD Hampton Comes Alive e sull'album Live Phish Volume 13.
- Richard Barone ha fatto una cover dal vivo del brano nel suo disco Cool Blue Halo.
- I Bardo Pond hanno reinterpretato il brano sul loro album Ticket Crystals.
- I Throwing Muses hanno incluso una versione della canzone sul loro EP Not Too Soon, avendo già in precedenza registrato una loro stessa composizione dallo stesso titolo, sull'EP Chains Changed.
- Katie Melua ha incluso una cover del brano nel singolo della sua canzone Spider's Web.
- I Beady Eye ne hanno fatto una cover acustica nel corso della sessione dal vivo tenuta agli Abbey Road Studios il 3 giugno 2013.